# نيدرغلات
نيدرغلات (بالألمانية: Niederglatt) هي إحدى بلديات مقاطعة ديلسدورف في كانتون زيورخ في سويسرا. تبلغ مساحتها 3.62 كيلومتر مربع، ويقدر عدد سكانها بـ 4949 نسمة (حسب تعداد ديسمبر 2017).